# Federația Angoleză de Fotbal
Federația Angoleză de Fotbal (portugheză :Federação Angolana de Futebol) este forul ce guvernează fotbalul în Angola. Se ocupă de organizarea echipei naționale și a ligii Girabola, precum și de eșaloanele inferioare. 
Naționala Anglolei s-a calificat o singură data la Mondiale, în 2006.